# 佐野政豊
佐野 政豊（さの まさとよ）は、江戸時代中期の武士、旗本。田沼意知殺害事件を起こした「世直し大明神」佐野政言の父。

## 経歴
岡崎譜代佐野氏の分家、上野国甘楽郡内400石ないし下野国都賀郡内500石の旗本家に生まれる。祖父は本家より養子入りした政矩で、大番組頭まで進んだ。父は小姓組を務めた政武で、寛延元年（1748年）に68歳で没している。
父の死によって家督を継ぎ、同年将軍・徳川家重に御目見を果たす。宝暦元年（1752年）大番に入り、宝暦4年（1755年）新番に移る。宝暦12年（1763年）一旦辞職するが、明和8年（1771年）復職。安永元年（1773年）改めて新番を辞する。翌年家督を嫡男・政言に譲るが、政言は天明4年（1784年）若年寄・田沼意知を殺傷する事件を起こし、切腹となっている。天明7年（1787年）75歳で没した。
『寛政重修諸家譜』によれば一男九女があり、嫡男の政言は姉妹の末尾に記載されている。

## 関連作品

### テレビドラマ
- べらぼう〜蔦重栄華乃夢噺〜（2025年、NHK大河ドラマ、演：吉見一豊）